# Roy Perry
Roy Perry (ur. 12 lutego 1943 w Londynie) – brytyjski polityk, samorządowiec, nauczyciel, od 1994 do 2004 deputowany do Parlamentu Europejskiego IV i V kadencji.

## Życiorys
Absolwent University of Exeter. Pracował jako starszy wykładowca nauk politycznych w Southampton College (1966–1994). Od 1985 był także członkiem rady Test Valley. Bez powodzenia kandydował w wyborach krajowych w 1992.
W latach 1994–2004 z ramienia Partii Konserwatywnej sprawował mandat posła do Parlamentu Europejskiego. Należał m.in. do frakcji chadeckiej, pracował w Komisji Kultury, Młodzieży, Edukacji, Mediów i Sportu, był wiceprzewodniczącym Komisji Petycji w V kadencji. Nie uzyskał reelekcji, pozostał natomiast aktywny w lokalnej polityce, zasiadając w radzie hrabstwa Hampshire.
W 2010 mandat posłanki do Izby Gmin zdobyła po raz pierwszy jego córka Caroline Nokes.